# Scarpa d'oro 2004
La Scarpa d'oro 2004 è il riconoscimento calcistico che è stato assegnato al miglior marcatore assoluto in Europa tenendo presente le marcature segnate nel rispettivo campionato nazionale per il valore del coefficiente UEFA nella stagione 2003-2004. Il vincitore del premio è stato Thierry Henry, con 30 reti nella Premier League.

## Classifica finale
| Pos | Campionato     | Nome              | Squadra       | Gol | C-UEFA | Pti  |
| --- | -------------- | ----------------- | ------------- | --- | ------ | ---- |
| 1   | Premier League | Thierry Henry     | Arsenal       | 30  | x2     | 60   |
| 2   | Bundesliga     | Aílton            | Werder Brema  | 28  | x2     | 56   |
| 3   | Ligue 1        | Djibril Cissé     | Auxerre       | 26  | x2     | 52   |
| 4   | Serie A        | Andrij Ševčenko   | Milan         | 24  | x2     | 48   |
| 4   | Liga           | Ronaldo           | Real Madrid   | 24  | x2     | 48   |
| 6   | Eredivisie     | Mateja Kežman     | PSV           | 31  | x1,5   | 46,5 |
| 7   | Bundesliga     | Roy Makaay        | Bayern Monaco | 23  | x2     | 46   |
| 7   | Serie A        | Alberto Gilardino | Parma         | 23  | x2     | 46   |
| 9   | Premier League | Ara Hakobyan      | Banants       | 45  | x1     | 45   |
| 9   | Premier League | Henrik Larsson    | Celtic        | 30  | x1,5   | 45   |